# Обстріли Харкова
Обстріли Харкова — низка терористичних атак на Харків військами РФ, що почалися під час російського вторгнення в Україну з 24 лютого 2022 року та тривають понині.

## 2022

### Лютий
28 лютого внаслідок серії ракетних ударів російських збройних сил під час битви за Харків загинуло 9 мирних жителів та ще 37 отримали поранення. Російська армія застосувала касетні боєприпаси під час атаки. Через невибірковий характер цієї зброї, що використовується в густонаселених районах, Human Rights Watch назвала ці удари можливим воєнним злочином.

### Березень
1 березня російські війська атакували Харківську ОДА, загинуло 44 мирних жителя та ще понад 35 отримали поранення.
24 березня внаслідок ракетного удару російських збройних сил під час битви за Харків, що була частиною російського вторгнення в Україну у 2022 році, загинуло 6 мирних жителів та ще 15 отримали поранення. Російська армія застосувала в атаці касетні боєприпаси 9Н210/9Н235 та реактивну систему залпового вогню БМ-27 «Ураган». Через невибірковий характер використання цієї зброї в густонаселених районах, Amnesty International назвала ці удари можливим воєнним злочином Росії.

### Квітень
15 квітня серія ракетних ударів російських збройних сил забрала життя 9 мирних жителів та поранила ще 35 під час битви за Харків, що була частиною російського вторгнення в Україну у 2022 році. Російська армія застосувала в атаці касетні боєприпаси 9Н210/9Н235. Через невибірковий характер цієї зброї при використанні в густонаселених районах, Amnesty International назвала ці удари воєнним злочином.

### Травень

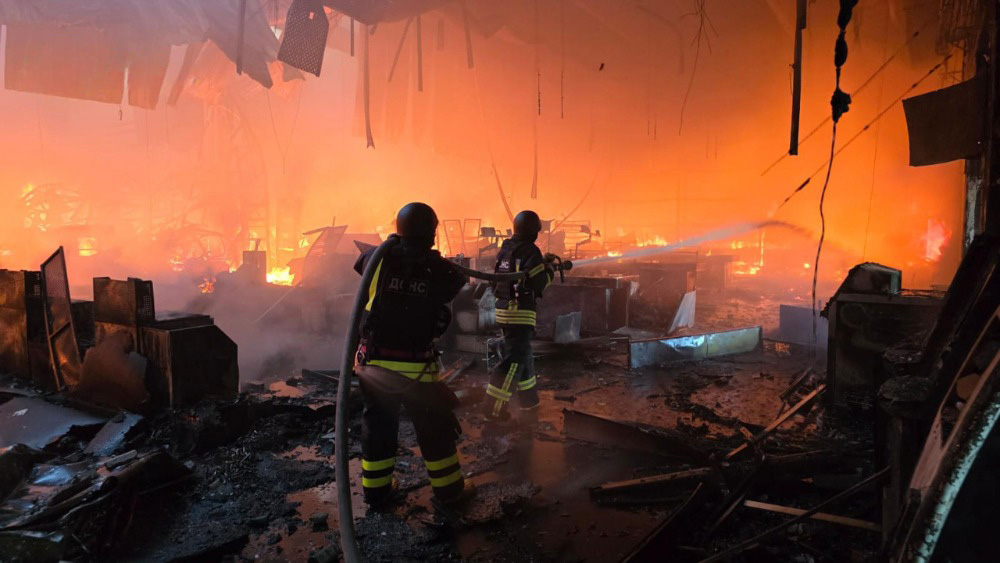
Гасіння пожежі

4 травняу внаслідок обстрілів окупантів знищено всі підстанції, які забезпечували роботу трамваїв та пошкоджений весь рухомий склад, більшість з яких відновленню не підлягає. Крім того, Салтівське трамвайне депо, одне з найбільших у Європі, на околиці Харкова стало мішенню російських військових з перших днів повномасштабного вторгнення. Станом на середину червня 2022 року внаслідок російських обстрілів повністю знищено близько 60 трамваїв — майже половина з усіх, що були на підприємстві. На деякі з них під час обстрілу впала покрівля — відновленню вони вже не підлягають. Ще 50 мають ушкодження різного ступеня. Не вцілів і екскурсійний ретротрамвай, який зробив свій останній рейс ще до російського вторгнення. Тоді здійснював рейси до Дня усіх закоханих. Ретровагон МТВ-82 був відновлений 2006 року до 100-річчя відкриття трамвайного руху в Харкові. Пошкоджено також адміністративну будівлю і цех з обслуговування та ремонту трамваїв. Територія трамвайного депо ще зазнавала обстрілів, ворожі удари серйозно пошкодили електромережі та систему водопостачання.

### Серпень
17 та 18 серпня російська авіація завдала ракетного удару по гуртожитках у Харкові серією ракет. Внаслідок удару загинуло 25 людей, зокрема 11-річний хлопець.

## 2023

### Жовтень
6 жовтня росіяни вдарили ракетою «Іскандер» по центральній частині міста, зокрема цивільній інфраструктурі, внаслідок цієї атаки 2 загинуло та 30 поранено.

### Грудень
30 грудня російські війська атакували ракетами місто, поранивши щонайменше 28 людей, включаючи іноземного журналіста, та пошкодивши цивільну інфраструктуру.

## 2024

### Січень
2 січня по Харкову було завдано ударів з використанням ракет Хвасон-11A (КН-23), розроблених Північною Кореєю.
8 січня внаслідок російської атаки була пошкоджена будівля Малої Південної залізниці, постраждало 2 людини.
23 січня внаслідок трьох ударів по Харкову загинуло дев'ять осіб, зокрема 4-річна дитина. Зокрема, ввечері було вражено центральну вулицю Пушкінську. У відповідь 26 січня 2024 року Харківська міська рада перейменувала цю вулицю Пушкінську на вулицю Григорія Сковороди. 29 квітня станцію Харківського метрополітену на вулиці, яка також була названа на честь Пушкіна, було перейменовано на станцію Ярослава Мудрого.

### Лютий
9 лютого була здійснена атака дронів на місто. Щонайменше було запущено 10 безпілотників, з них було 8 збито. Інші безпілотники влучили по нафтобазі, через це розлилося пальне та спалахнула пожежа – вогонь поширився на 15 приватних будинків. Загинуло 7 людей (одна родина з 5 людей) та 50 поранено.

### Березень
22 березня росіяни здійснювали масований ракетний обстріл, Харків також атакували 15 ракетами С-300/Х-22. Через це було тимчасово призупинено рух електротранспорту, а станції метрополітену виконували функцію укриття. Постраждала 1 особа.

### Травень
9 та 10 травня росіяни спробували прорвати фронт у Харкові, тоді як ЗСУ чинили опір, розпочавши Харківський наступ 2024 року.
13 травня в Індустріальному районі Харкова було відкрито першу з кількох шкіл, щоб діти могли продовжувати навчання під час російських атак на місто.
19 травня російські окупанти атакували дитячу залізницю, внаслідок чого пошкодження зазнали рухомий склад та будівлі, ніхто не постраждав.
25 травня було здійснено декілька авіаударів. Був здійснений удар ракетами С-300 по Слобідському району, внаслідок чого зруйновано частину ліцею і пошкоджено 31 автомобіль. О 16:00 було здійснено 3 авіаудари авіабомбами УМПБ Д30-СН із Бєлгородської області Київському району. ТЦ «Епіцентр» на вулиці Героїв Праці був повністю зруйнований, внаслідок того почалась пожежа на площі 15 000 м2. За годину росіяни поцілили керованою авіабомбою в центральний парк культури та відпочинку. КАБ влучила поблизу спортивного майданчика та не вибухнула. Її  здетонували українські рятувальники. За дві години росіяни вдарили по щільній житловій забудові ракетою С-300 або С-400. Сумарно за цей день загинуло 19 осіб та 54 отримали поранення.   

### Липень
13 липня внаслідок подвійного удару російських снарядів по селу Буди загинуло двоє людей та було поранено 25, зокрема двоє дітей.

### Серпень
6 серпня російська ракета влучила в центр міста, вбивши одну людину та поранивши 12 інших.
30 серпня російські ракети влучили в житловий будинок та дитячий майданчик у місті, вбивши 7 людей, зокрема 14-річну дівчинку. Ще щонайменше 77 людей отримали поранення.

### Вересень
15 вересня російський ракетний удар влучив у 12-поверховий житловий будинок, вбивши 1 людину та поранивши щонайменше 40.

### Жовтень
30 жовтня російська ракета влучила в дев'ятиповерховий житловий будинок, вбивши 3 людей.

## 2025

### Лютий
28 лютого росіяни запустили безпілотники по медичному закладу, в результаті чого семеро людей отримали поранення.

### Березень
30 березня росіяни запустили безпілотники по військовому шпиталю, гуртожитку, де розміщуються ВПО, та житловим будинкам. 2 людей загинули та 35 отримали поранення.

### Червень
7 червня російські окупанти КАБами атакували місто Харків, зокрема поблизу виробничого приміщення та депо Малої Південної залізниці. За повідомлення керівництва правління «Укрзалізниці», в результаті ворожої атаки загинула очільниця дитячої залізниці, ще четверо залізничників дістали поранення.

### Серпень
9 серпня, близько 16:20, внаслідок російської атаки дроном-камікадзе на Харків зазнав пошкоджень магазин «Меблевий лабіринт» у Київському районі. Завдано руйнування даху та приміщення магазину. За даними рятувальників постраждало п'ятеро осіб, в тому числі одна дитина.